# وينستون بيكر
وينستون بيكر هو سياسي كندي، ولد في 17 ديسمبر 1939 في كندا. حزبياً، نشط في الحزب الليبرالي في نيوفندلاند ولابرادور ‏.